# Ribeauville
Ribeauville ist eine französische Gemeinde mit 77 Einwohnern (Stand 1. Januar 2022) im Département Aisne in der Region Hauts-de-France (vor 2016 Picardie). Sie gehört zum Arrondissement Vervins, zum Kanton Guise und zum Gemeindeverband Thiérache Sambre et Oise.

## Geographie
Die Gemeinde Ribeauville liegt an der Grenze zum Département Nord, 26 Kilometer südöstlich von Cambrai.  Nachbargemeinden von Ribeauville sind Mazinghien im Nordosten, Wassigny im Süden, La Vallée-Mulâtre im Südwesten sowie Saint-Martin-Rivière im Nordwesten.

## Bevölkerungsentwicklung
| Jahr                       | 1962 | 1968 | 1975 | 1982 | 1990 | 1999 | 2006 | 2012 | 2022 |
| Einwohner                  | 117  | 126  | 113  | 100  | 86   | 74   | 82   | 75   | 77   |
| Quellen: Cassini und INSEE |      |      |      |      |      |      |      |      |      |

## Sehenswürdigkeiten

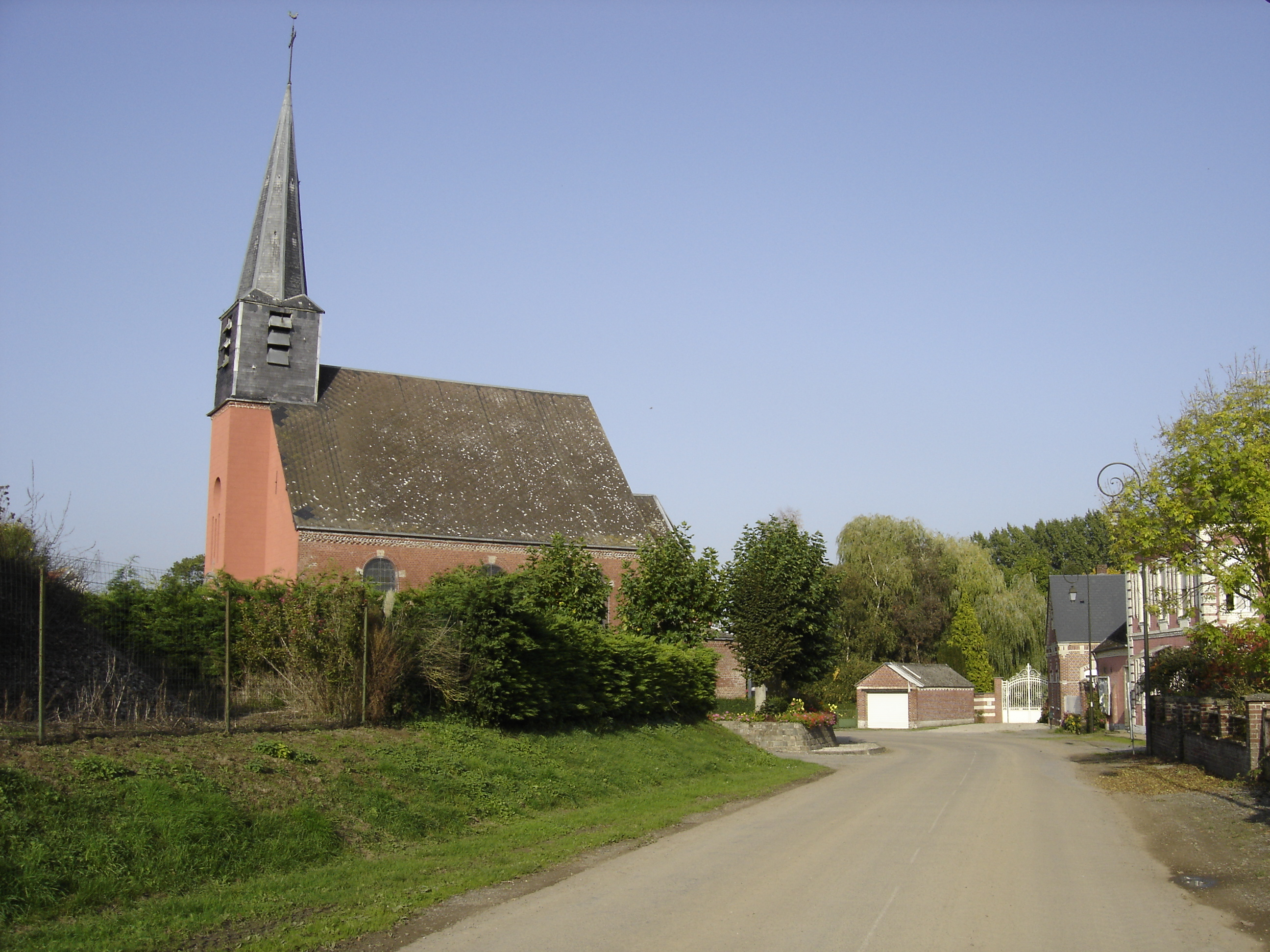
Kirche Saint-Jean-Baptiste
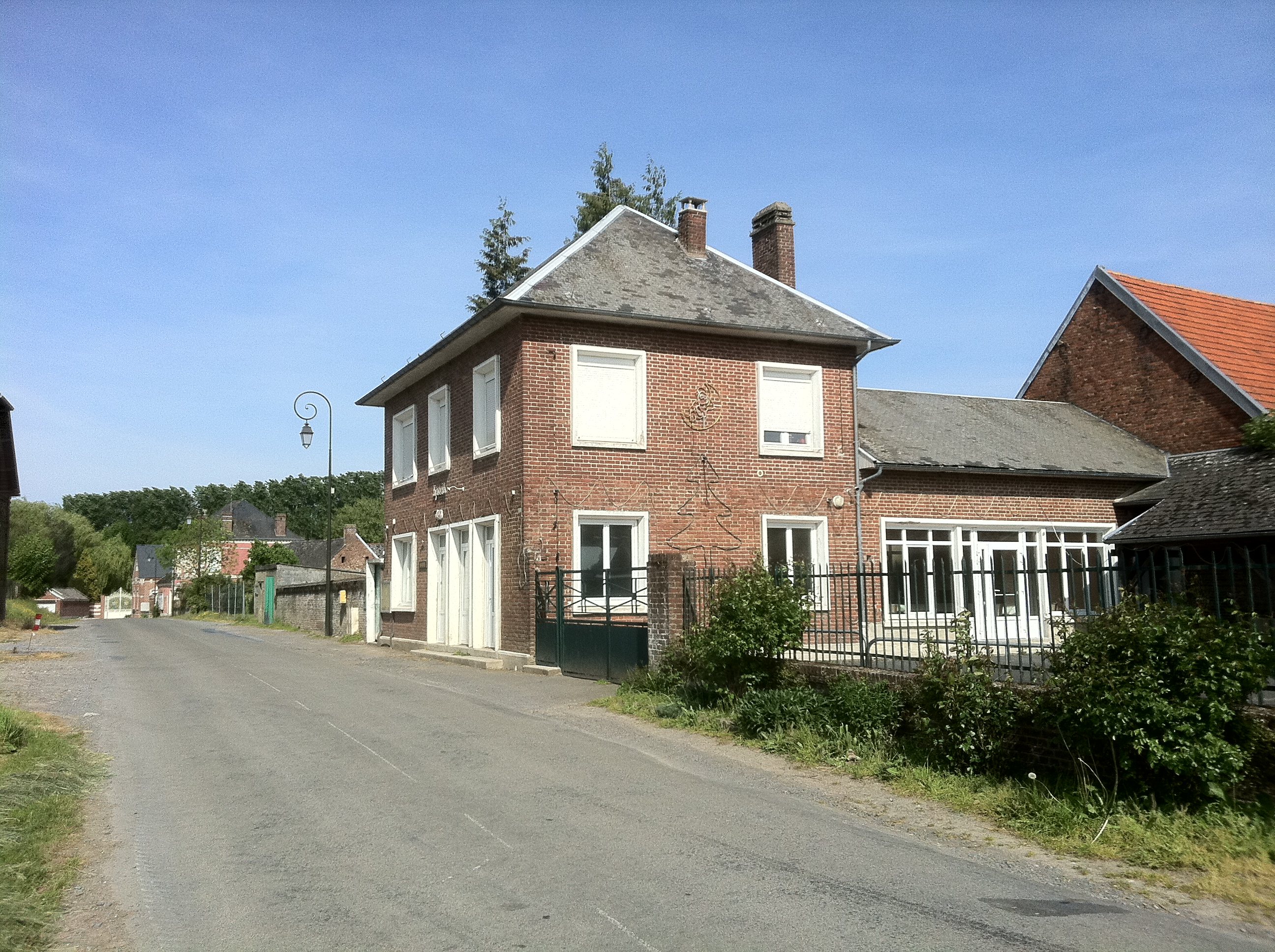
Wasserturm

- Kirche Saint-Jean-Baptiste
- Mairie Ribeauville